# Неонилово
Неонилово — деревня в Вяземском районе Смоленской области России. Входит в состав Ефремовского сельского поселения. Население — 6 жителей (2007 год).
Расположена в восточной части области в 20 км к юго-востоку от Вязьмы, в 11 км восточнее автодороги Р132 Вязьма — Калуга — Тула — Рязань, на берегу реки Вороновки. В 15 км западнее деревни расположена железнодорожная станция Лосьмино на линии Вязьма — Занозная.

## История
В годы Великой Отечественной войны деревня была оккупирована гитлеровскими войсками в октябре 1941 года, освобождена в марте 1943 года.